# Sông Yana
Yana (tiếng Nga: Я́на, IPA: [ˈjanə]; tiếng Yakut: Дьааҥы, Caañı)  là một con sông nằm ở Cộng hòa Sakha, nằm giữa sông Lena ở phía tây và Sông Indigirka ở phía đông.

## Đặc điểm
Sông Yana dài 872 kilômét (542 mi) và lưu vực của nó có diện tích 238.000 kilômét vuông (92.000 dặm vuông Anh). Bao gồm cả con sông nguồn dài nhất của nó, Sartang, nó dài 1.492 km (927 mi). Tổng lượng nước chảy hàng năm của dòng sông xấp xỉ 35 kilômét khối (28.000.000 acre⋅ft). Hầu hết lượng nước này xuất hiện vào tháng 5 và tháng 6 khi băng trên sông tan ra. Sông Yana đóng băng trên bề mặt vào tháng 10 và ở dưới lớp băng cho đến cuối tháng 5 hoặc đầu tháng 6. Ở khu vực Verkhoyansk, nó bị đóng băng đến đáy từ 70 đến 110 ngày và đóng băng một phần trong 220 ngày trong năm.
Con sông bắt đầu từ ngã ba sông Sartang và Dulgalakh trên cao nguyên Yana-Oymyakon. Nó chảy về phía bắc qua vùng đồng bằng Yana-Indigirka rộng lớn, một phần của đồng bằng Đông Siberia rộng lớn hơn, đối diện với sông Indigirka ở phía đông. Khi dòng sông chảy vào vịnh Yana của biển Laptev, nó tạo thành một đồng bằng châu thổ rộng lớn bao phủ 10.200 kilômét vuông (3.900 dặm vuông Anh). Yarok là một hòn đảo lớn bằng phẳng nằm ở phía đông cửa chính của Yana.
Có khoảng 40.000 hồ trong lưu vực Yana, bao gồm cả các hồ trên núi được hình thành từ thời kỳ băng hà ở dãy núi Verkhoyansk (vùng đất thấp luôn quá khô để đóng băng) và các hồ tràn trên đồng bằng đầm lầy ở phía bắc của lưu vực. Toàn bộ lưu vực Yana nằm dưới tầng đất đóng băng vĩnh cửu liên tục và hầu hết là rừng thông rụng lá phân loại thành lãnh nguyên ở phía bắc ở vĩ độ khoảng 70°N, mặc dù cây cối mở rộng thành các môi trường sống vi mô phù hợp ngay đến vùng đồng bằng.
Verkhoyansk, Batagay, Ust-Kuyga và Nizhneyansk là những cảng chính trên sông Yana.
Lưu vực sông Yana là nơi được gọi là Cực giá lạnh của nước Nga, nơi có nhiệt độ thấp nhất được ghi nhận ở Bắc bán cầu. Vào mùa đông, nhiệt độ ở trung tâm lưu vực thấp tới -51 °C (−60 °F) và có nơi xuống thấp tới -71 °C (−96 °F).

### Phụ lưu
Các nhánh chính của sông Yana là Adycha, Oldzho, Sartang và Abyrabyt từ bên phải, và Dulgalakh, Bytantay, Tykakh và Baky từ bên trái. Hầu hết các phụ lưu này là những con sông ngắn chảy từ dãy núi Verkhoyansk hoặc dãy Chersky, một phần của dãy núi Đông Siberia.

## Lịch sử
Bằng chứng về nơi cư trú của con người hiện đại đã được tìm thấy ở vùng đồng bằng tại "địa điểm Sừng tê giác" Yana sớm nhất là 32.000 năm trước. Những người này, được gọi là "Người Bắc Siberi cổ đại", đã tách biệt về mặt di truyền cách đây 38.000 năm từ người Tây Âu, ngay sau khi người Tây Âu tách khỏi người Đông Á.
Năm 1633–38, Ilya Perfilyev và Ivan Rebrov đi thuyền xuôi dòng sông Lena và về phía đông dọc theo bờ biển Bắc Cực đến cửa sông Yana và đến cửa sông Indigirka. Vào năm 1636–42, Elisei Buza về cơ bản cũng đi theo con đường tương tự. Năm 1638–40, Poznik Ivanov đi thuyền trên một phụ lưu của Hạ Lena, băng qua dãy núi Verkhoyansk đến Thượng Yana và sau đó băng qua Dãy Chersky đến Indigirka.
Năm 1892–1894, Nam tước Eduard Von Toll, cùng với trưởng đoàn thám hiểm Alexander von Bunge, đã thực hiện các cuộc khảo sát địa chất ở lưu vực sông Yana (trong số các con sông Viễn Đông Siberia khác) thay mặt cho Viện Hàn lâm Khoa học Hoàng gia Nga. Trong một năm hai ngày, đoàn thám hiểm đã đi được 25.000 kilômét (16.000 dặm), trong đó 4.200 kilômét (2.600 dặm) đi ngược dòng sông, thực hiện các cuộc khảo sát trắc địa trên đường đi.